# Saison 1940-1941 de la Juventus FC
Maillots
Chronologie
Saison précédente Saison suivante
La saison 1940-1941 de la Juventus est la trente-neuvième de l'histoire du club, créé quarante-quatre ans plus tôt en 1897.
Le club piémontais prend ici part à la 41e édition du championnat d'Italie (12e de Serie A), ainsi qu'à la 7e édition de la Coupe d'Italie (en italien Coppa Italia).

## Historique
Après un léger mieux au cours de la saison précédente, la Juve tente cette année de se réimposer parmi les gros d'Italie.
Présidé par Emilio de la Forest de Divonne et emmené sur son banc par Umberto Caligaris, le club de Turin voit arriver en son sein quelques nouveaux joueurs.
Pour la première fois de l'histoire du club arrive dans l'effectif un joueur des Balkans, avec l'albanais Riza Lushta. Un nouveau gardien de but est acheté par le club, Cesare Goffi, ainsi qu'un milieu, Francesco Grosso, et un attaquant, Gino Colaussi.
Avec ces nouveaux joueurs, l'équipe juventina débute lors de la 2e année de Seconde Guerre mondiale sa saison avec la Serie A 1940-1941 à l'automne avec de nouvelles ambitions retrouvées.
Le dimanche 6 octobre 1940 a lieu le premier match de la saison en déplacement à Rome lors d'un match nul 2 buts partout contre la Lazio (doublé de Bellini). La Juventus débute bien sa saison avec 2 victoires au bout de 3 journées avant un nul 2-2 à Naples (avec des buts bianconeri de Bo et Lushta).
Le 19 octobre, l'entraîneur en place depuis la saison dernière, Umberto Caligaris, meurt subitement à l'âge de 39 ans alors qu'il disputait un match de vétérans (il est le second entraîneur bianconero à mourir en cours de saison après Jenő Károly). Le lendemain, un jeune entraîneur, Federico Munerati, également ancien joueur du club, prend les rênes du club par intérim jusqu'à la fin de la saison pour sa première expérience sur un banc (le jour même a lieu un match comptant pour la 3e journée, Bo et Lushta donnant la victoire 2-0 à la Juve contre Genova).

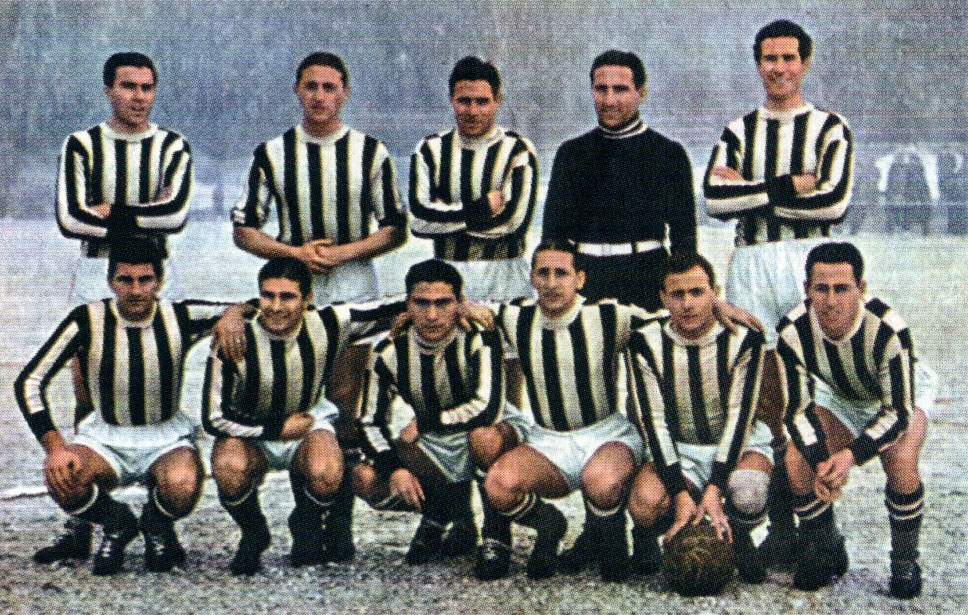
Les bianconeri au 5e rang en Serie A et éliminé en 8e-de-finale de la Coupe d'Italie.

Le 10 novembre survient la première défaite du club au bout de la 6e journée, un 2 à 1 contre l'Ambrosiana-Inter à San Siro (but de Colaussi pour Madama). Les turinois enchaînent ensuite avec deux victoires et un nul, avant de perdre son Derby della Mole contre le Torino 2 buts à rien au Stadio Filadelfia. À la suite de cette nouvelle désillusion, la Vecchia Signora termine plutôt bien cette année 1940 avec un nul et une victoire, jouant son dernier match contre Venise, rencontre se terminant sur un score de un but partout (réalisation de Depetrini). Le 5 janvier 1941, la Juventus réalise pour son premier match de la nouvelle année un carton d'entrée avec un succès 5 buts à 1 à domicile au Stadio Benito Mussolini (grâce à un triplé de Gabetto et des buts de Bo et Lushta), avant de finir sa phase aller avec des résultats mitigés (un nul et une défaite). Étant plutôt bien entrée dans cette phase aller, la Vieille Dame après sa victoire 3 à 2 sur la Lazio pour le compte de la 16e journée (grâce à Parola, Rava et Gabetto), subit ensuite deux défaites consécutives, avant de renouer avec la victoire le 23 février lors d'une victoire 2-1 contre Novare (avec des buts de Colaussi sur penalty et de Gabetto), avant de se venger la semaine suivante 2 à 0 contre l'Ambrosiana (avec des réalisations de Colaussi et Bellini). À la suite de deux matchs nuls et une défaite entre les 22 et 24e journées, la Juve gagne son second Derby de Turin de la saison (2 à 1) avec des buts de Lushta et Gabetto. À la suite de cette victoire suivie d'une défaite et d'un nul, l'équipe du Piémont vient le 20 avril à nouveau s'imposer à Bari 5 buts à 3 (grâce aux réalisations de Depetrini, Lushta (doublé), Borel II et Gabetto) au Stadio della Vittoria, avant de terminer sa saison par deux défaites, dont sa plus lourde lors de la 30e et dernière journée, un 5-0 à Florence contre la Fiorentina.
Finalement, avec un bilan mitigé de 12 victoires, 8 nuls et 10 défaites, la Juventus termine à la 5e place du classement, avec seulement 32 points (avec 50 buts inscrits et 47 buts inscrits), moins bien que la saison précédente.
Malgré ce championnat en demi-teinte, les bianconeri ont l'occasion de se rattraper avec une seconde compétition, la coupe d'Italie, qui débute pour la Juve en seizième-de-finale le dimanche 11 mai 1941 avec une victoire à Milan 2 buts à 0 contre son rival de l'Ambrosiana avec des buts de Borel II et Gabetto. Une semaine plus tard, l'aventure juventina se termine au tour suivant avec une défaite par 5 à 3 contre la Fiorentina (malgré des réalisations de Gabetto, Borel II et Rava sur penalty).
Au cours de cette saison, Guglielmo Gabetto, avec ses 16 buts en championnat et 2 en coupe, termine pour sa dernière saison au club (avant de rejoindre le Torino la saison suivante) meilleur buteur de la Juventus toute compétitions confondues, avec 18 buts (pour la 6e année d'affilée).
Avec cette 5e place de championnat et un 8e de finale de coupe, la Juventus n'est pas encore sorti de sa crise de résultats.

## Déroulement de la saison

### Résultats en championnat
- Phase aller

| dimanche 6 octobre 1940 1re journée | Lazio                    | 2 - 2 | Juventus        | Stadio Nazionale del P.N.F., Rome 15h00 Arbitre : Scorzoni |
| dimanche 6 octobre 1940 1re journée | Vettraino 13e · Pisa 63e |       | 35e 58e Bellini | Stadio Nazionale del P.N.F., Rome 15h00 Arbitre : Scorzoni |

| dimanche 13 octobre 1940 2e journée | Juventus           | 3 - 1 | Bologne     | Stadio Benito Mussolini, Turin 15h00 25 000 spectateurs Arbitre : Barlassina |
| dimanche 13 octobre 1940 2e journée | Gabetto 1re 6e 21e |       | 87e Ferrari | Stadio Benito Mussolini, Turin 15h00 25 000 spectateurs Arbitre : Barlassina |

| dimanche 20 octobre 1940 3e journée | Juventus            | 2 - 0 | Genova | Stadio Benito Mussolini, Turin 15h00 Arbitre : Dattilo |
| dimanche 20 octobre 1940 3e journée | Bo 59e · Lushta 87e |       |        | Stadio Benito Mussolini, Turin 15h00 Arbitre : Dattilo |

| dimanche 27 octobre 1940 4e journée | Naples                  | 2 - 2 | Juventus                        | Stadio Partenopeo, Naples 15h00 Arbitre : Pizziolo |
| dimanche 27 octobre 1940 4e journée | Milano 21e · Busani 59e |       | 2e Lushta · 12e (pen.) Borel II | Stadio Partenopeo, Naples 15h00 Arbitre : Pizziolo |

| dimanche 3 novembre 1940 5e journée | Juventus                                          | 3 - 0 | Novare | Stadio Benito Mussolini, Turin 14h30 Arbitre : Bonivento |
| dimanche 3 novembre 1940 5e journée | Gabetto 37e · Galimberti 78e (csc) · Borel II 85e |       |        | Stadio Benito Mussolini, Turin 14h30 Arbitre : Bonivento |

| dimanche 10 novembre 1940 6e journée | Ambrosiana-Inter          | 2 - 1 | Juventus     | Stadio San Siro, Milan 14h30 Arbitre : Scarpi |
| dimanche 10 novembre 1940 6e journée | Rebuzzi 4e · Candiani 59e |       | 21e Colaussi | Stadio San Siro, Milan 14h30 Arbitre : Scarpi |

| dimanche 17 novembre 1940 7e journée | Juventus       | 2 - 1 | Livourne | Stadio Benito Mussolini, Turin 14h30 Arbitre : Biancone |
| dimanche 17 novembre 1940 7e journée | Lushta 15e 58e |       | 86e Stua | Stadio Benito Mussolini, Turin 14h30 Arbitre : Biancone |

| dimanche 24 novembre 1940 8e journée | Triestina    | 1 - 1 | Juventus            | Stadio Littorio, Trieste 14h30 Arbitre : Zelocchi |
| dimanche 24 novembre 1940 8e journée | Tosolini 43e |       | 27e (pen.) Borel II | Stadio Littorio, Trieste 14h30 Arbitre : Zelocchi |

| dimanche 8 décembre 1940 9e journée | Juventus                  | 3 - 1 | Roma      | Stadio Benito Mussolini, Turin 14h30 Arbitre : Scorzoni |
| dimanche 8 décembre 1940 9e journée | Borel II 1re 58e · Bo 34e |       | 76e Pantò | Stadio Benito Mussolini, Turin 14h30 Arbitre : Scorzoni |

| dimanche 15 décembre 1940 10e journée | Torino                               | 2 - 0 | Juventus | Stadio Filadelfia, Turin 14h30 32 500 spectateurs Arbitre : Dattilo |
| dimanche 15 décembre 1940 10e journée | Depetrini 22e (csc) · Mascheroni 81e |       |          | Stadio Filadelfia, Turin 14h30 32 500 spectateurs Arbitre : Dattilo |

| dimanche 22 décembre 1940 11e journée | Juventus            | 3 - 1 | Atalanta    | Stadio Benito Mussolini, Turin 14h30 Arbitre : Scorzoni |
| dimanche 22 décembre 1940 11e journée | Gabetto 52e 57e 62e |       | 2e Pagliano | Stadio Benito Mussolini, Turin 14h30 Arbitre : Scorzoni |

| dimanche 29 décembre 1940 12e journée | Venise      | 1 - 1 | Juventus      | Stadio Pierluigi Penzo, Venise 14h30 Arbitre : Zelocchi |
| dimanche 29 décembre 1940 12e journée | Mazzola 47e |       | 77e Depetrini | Stadio Pierluigi Penzo, Venise 14h30 Arbitre : Zelocchi |

| dimanche 5 janvier 1941 13e journée | Juventus                                 | 5 - 1 | Bari        | Stadio Benito Mussolini, Turin 14h30 Arbitre : Forni |
| dimanche 5 janvier 1941 13e journée | Gabetto 1re 8e 46e · Bo 34e · Lushta 38e |       | 21e Arienti | Stadio Benito Mussolini, Turin 14h30 Arbitre : Forni |

| dimanche 12 janvier 1941 14e journée | Milan         | 2 - 2 | Juventus             | Stadio San Siro, Milan 14h30 Arbitre : Galeati |
| dimanche 12 janvier 1941 14e journée | Boffi 26e 35e |       | 32e Bo · 58e Gabetto | Stadio San Siro, Milan 14h30 Arbitre : Galeati |

| dimanche 19 janvier 1941 15e journée | Juventus                          | 2 - 3 | Fiorentina                                        | Stadio Benito Mussolini, Turin 14h30 Arbitre : Carpani |
| dimanche 19 janvier 1941 15e journée | Gabetto 64e · Colaussi 78e (pen.) |       | 57e Magherini · 69e (csc) Varglien II · 70e Menti | Stadio Benito Mussolini, Turin 14h30 Arbitre : Carpani |

- Phase retour

| dimanche 26 janvier 1941 16e journée | Juventus                           | 3 - 2 | Lazio                       | Stadio Benito Mussolini, Turin 14h30 10 000 spectateurs Arbitre : Bonivento |
| dimanche 26 janvier 1941 16e journée | Parola 9e · Rava 65e · Gabetto 78e |       | 41e Zironi · 42e Lombardini | Stadio Benito Mussolini, Turin 14h30 10 000 spectateurs Arbitre : Bonivento |

| dimanche 2 février 1941 17e journée | Bologne       | 1 - 0 | Juventus | Stadio Littoriale, Bologne 15h00 Arbitre : Dattilo |
| dimanche 2 février 1941 17e journée | Reguzzoni 82e |       |          | Stadio Littoriale, Bologne 15h00 Arbitre : Dattilo |

| dimanche 9 février 1941 18e journée | Genova                       | 2 - 0 | Juventus | Stade Luigi-Ferraris, Gênes 15h00 Arbitre : Dattilo |
| dimanche 9 février 1941 18e journée | Lazzaretti 40e · Bertoni 63e |       |          | Stade Luigi-Ferraris, Gênes 15h00 Arbitre : Dattilo |

| dimanche 16 février 1941 19e journée | Juventus | 0 - 0 | Naples | Stadio Benito Mussolini, Turin 15h00 Arbitre : Dellarole |
| dimanche 16 février 1941 19e journée |          |       |        | Stadio Benito Mussolini, Turin 15h00 Arbitre : Dellarole |

| dimanche 23 février 1941 20e journée | Novare       | 1 - 2 | Juventus                          | Stadio Littorio, Novare 15h00 Arbitre : Galeati |
| dimanche 23 février 1941 20e journée | Pasinati 26e |       | 70e (pen.) Colaussi · 75e Gabetto | Stadio Littorio, Novare 15h00 Arbitre : Galeati |

| dimanche 2 mars 1941 21e journée | Juventus                  | 2 - 0 | Ambrosiana-Inter | Stadio Benito Mussolini, Turin 15h00 Arbitre : Zelocchi |
| dimanche 2 mars 1941 21e journée | Colaussi 7e · Bellini 49e |       |                  | Stadio Benito Mussolini, Turin 15h00 Arbitre : Zelocchi |

| dimanche 9 mars 1941 22e journée | Livourne     | 1 - 0 | Juventus | Stadio Edda Ciano Mussolini, Livourne 15h00 Arbitre : Dattilo |
| dimanche 9 mars 1941 22e journée | Cattaneo 71e |       |          | Stadio Edda Ciano Mussolini, Livourne 15h00 Arbitre : Dattilo |

| dimanche 16 mars 1941 23e journée | Juventus     | 1 - 1 | Triestina         | Stadio Benito Mussolini, Turin 15h00 Arbitre : Scotto |
| dimanche 16 mars 1941 23e journée | Colaussi 59e |       | 68e (pen.) Grezar | Stadio Benito Mussolini, Turin 15h00 Arbitre : Scotto |

| dimanche 23 mars 1941 24e journée | Roma                                | 3 - 0 | Juventus | Stadio Nazionale del P.N.F., Rome 15h00 Arbitre : Scarpi |
| dimanche 23 mars 1941 24e journée | Amadei 56e · Coscia 78e · Pantò 86e |       |          | Stadio Nazionale del P.N.F., Rome 15h00 Arbitre : Scarpi |

| dimanche 30 mars 1941 25e journée | Juventus                | 2 - 1 | Torino         | Stadio Benito Mussolini, Turin 15h30 10 500 spectateurs Arbitre : Biancone |
| dimanche 30 mars 1941 25e journée | Lushta 9e · Gabetto 69e |       | 40e (csc) Rava | Stadio Benito Mussolini, Turin 15h30 10 500 spectateurs Arbitre : Biancone |

| dimanche 6 avril 1941 26e journée | Atalanta                                    | 3 - 0 | Juventus | Stadio Mario Brumana, Bergame 15h30 Arbitre : Fois |
| dimanche 6 avril 1941 26e journée | Gaddoni 35e · Cominelli 46e · Tabanelli 82e |       |          | Stadio Mario Brumana, Bergame 15h30 Arbitre : Fois |

| dimanche 13 avril 1941 27e journée | Juventus                | 2 - 2 | Venise       | Stadio Benito Mussolini, Turin 15h30 Arbitre : Zelocchi |
| dimanche 13 avril 1941 27e journée | Borel II 56e (pen.) 89e |       | 27e 80e Loik | Stadio Benito Mussolini, Turin 15h30 Arbitre : Zelocchi |

| dimanche 20 avril 1941 28e journée | Bari                | 3 - 5 | Juventus                                                    | Stadio della Vittoria, Bari 15h30 Arbitre : Dattilo |
| dimanche 20 avril 1941 28e journée | Trevisan 6e 34e 83e |       | 52e Depetrini · 53e 68e Lushta · 58e Borel II · 81e Gabetto | Stadio della Vittoria, Bari 15h30 Arbitre : Dattilo |

| dimanche 27 avril 1941 29e journée | Juventus   | 1 - 2 | Milan                    | Stadio Benito Mussolini, Turin 15h30 Arbitre : Dattilo |
| dimanche 27 avril 1941 29e journée | Lushta 21e |       | 54e Cappello · 59e Boffi | Stadio Benito Mussolini, Turin 15h30 Arbitre : Dattilo |

| dimanche 4 mai 1941 30e journée | Fiorentina                                         | 5 - 0 | Juventus | Stadio Giovanni Berta, Florence 15h30 Arbitre : Coletti |
| dimanche 4 mai 1941 30e journée | Menti 21e · Di Benedetti 55e 66e 73e · Morisco 82e |       |          | Stadio Giovanni Berta, Florence 15h30 Arbitre : Coletti |

#### Classement
|  |    | Classement final 1940-1941 | Pts | MJ | V  | N  | D  | BP | BC | Dif |
|  | -- | -------------------------- | --- | -- | -- | -- | -- | -- | -- | --- |
|  | 1. | Bologne                    | 39  | 30 | 16 | 7  | 7  | 60 | 37 | +23 |
|  | 2. | Ambrosiana-Inter           | 35  | 30 | 14 | 7  | 9  | 52 | 42 | +10 |
|  | 3. | Milan                      | 34  | 30 | 12 | 10 | 8  | 55 | 34 | +21 |
|  | 4. | Fiorentina                 | 34  | 30 | 14 | 6  | 10 | 60 | 49 | +11 |
|  | 5. | Juventus                   | 32  | 30 | 12 | 8  | 10 | 50 | 47 | +3  |

### Résultats en coupe
- 16e-de-finale

| dimanche 11 mai 1941 | Ambrosiana-Inter | 0 - 2                     | Juventus | Stadio San Siro, Milan 15h30 Arbitre : Scorzoni |
| dimanche 11 mai 1941 |                  | 6e Borel II · 76e Gabetto |          | Stadio San Siro, Milan 15h30 Arbitre : Scorzoni |

- 8e-de-finale

| dimanche 18 mai 1941 | Fiorentina                                                       | 5 - 3 | Juventus                                     | Stadio Giovanni Berta, Florence 15h30 Arbitre : Scorzoni |
| dimanche 18 mai 1941 | Penzo 7e · Menti 52e (pen.) · Morisco 70e 72e · Di Benedetti 81e |       | 25e Gabetto · 27e Borel II · 79e (pen.) Rava | Stadio Giovanni Berta, Florence 15h30 Arbitre : Scorzoni |

### Matchs amicaux
| dimanche 8 septembre 1940 | Biellese         | 2 - 3 | Juventus         |  |
| dimanche 8 septembre 1940 | Buteurs inconnus |       | Buteurs inconnus |  |

| dimanche 15 septembre 1940 | Inter                         | 2 - 1 | Juventus    | Milan Arbitre : Pirovani |
| dimanche 15 septembre 1940 | Ferraris 42e · Caracciolo 72e |       | 80e Bellini | Milan Arbitre : Pirovani |

| dimanche 22 septembre 1940 | Atalanta         | 2 - 1 | Juventus       |  |
| dimanche 22 septembre 1940 | Buteurs inconnus |       | Buteur inconnu |  |

| dimanche 29 septembre 1940 | Juventus         | 3 - 1 | Atalanta       |  |
| dimanche 29 septembre 1940 | Buteurs inconnus |       | Buteur inconnu |  |

| jeudi 6 février 1941 | Rapallo        | 1 - 7 | Juventus         |  |
| jeudi 6 février 1941 | Buteur inconnu |       | Buteurs inconnus |  |

## Effectif du club
Effectif des joueurs de la Juventus lors de la saison 1940-1941.

## Buteurs
Voici ici les buteurs de la Juventus toutes compétitions confondues.
| 18 buts - Guglielmo Gabetto 10 buts - Felice Borel 9 buts - Riza Lushta 5 buts - Luigi Colaussi | 4 buts - Mario Bo 3 buts - Savino Bellini 2 buts - Teobaldo Depetrini - Pietro Rava 1 but - Carlo Parola |